# Liberty Global
Liberty Global Ltd. este o companie furnizoare de servicii de internet, telefonie și televiziune prin cablu din Statele Unite cu sediul în Denver (Liberty Global, Inc.), Londra (Liberty Global plc) și Amsterdam (Liberty Global B.V.). Compania a fost constituită în 2005 prin fuziunea subdiviziunii internaționale Liberty Media (un spin-off al grupului american de televiziune prin cablu Tele-Communications Inc. (TCI)) și UnitedGlobalCom (UGC). Liberty Global este cel mai mare furnizor de servicii Internet în bandă largă din afara SUA.
Din grupul Liberty Global face parte grupul olandez UPC Holding, care deține și UPC România.
În februarie 2009, Liberty Global a vândut 37,8% din Jupiter Telecommunications Co, cel mai important jucător de pe piața japoneză de cablu TV către KDDI Corp, al doilea operator de telefonie mobilă din Japonia, pentru suma de 4 miliarde de dolari (2,9 miliarde de euro).
În noiembrie 2009, Liberty Global a cumpărat cu 3,5 miliarde de euro compania germană de telecomunicații Unitymedia.